# Zoarces
Genre
Zoarces est un genre de poissons marins de la famille des Zoarcidae.
Le nom du genre Zoarces vient du grec zoarkes, qui donne la vie.

## Liste des espèces
- Zoarces americanus (Bloch & Schneider, 1801) — Loquette d'Amérique.
- Zoarces andriashevi Parin, Grigoryev & Karmovskaya, 2005
- Zoarces elongatus Kner, 1868.
- Zoarces fedorovi Chereshnev, Nazarkin & Chegodaeva, 2007
- Zoarces gillii Jordan & Starks, 1905.
- Zoarces viviparus (Linnaeus, 1758) — Loquette d'Europe.